# Le Manoir de Paris
Le Manoir de Paris était une attraction touristique de type maison hantée. Elle a fermé en 2021. 

## Description
À l'ouverture en 2011, cette attraction touristique mettait en scène treize légendes parisiennes du XVIIIe siècle au XXe siècle. Elle en propose depuis quatre nouvelles et d'autres sont attendues. D'une superficie de 1 500 m2, réparties sur plusieurs étages de 500 m2, 23 pièces constituent le parcours interactif d'une durée entre 20 et 45 minutes qu'empruntent les visiteurs. Le Manoir de Paris a pour ambition de s'étendre sur 500 m2 supplémentaires. À côté de trois animatroniques importés des États-Unis, dont une gargouille qui orne l'entrée et un chien enragé, une vingtaine d'acteurs grimés et entraînés amène le visiteur à connaître certaines légendes parisiennes. La maison hantée propose cinq niveaux d'intensité.

## Historique
Le site est localisé en bordure de l'ancien enclos Saint-Lazare, mitoyen de l'ancienne prison Saint-Lazare, qui fut une léproserie. Deux cours des Miracles étaient situées près de la porte Saint-Denis, localisée non loin du manoir. En 1889, les faïenceries de Choisy-le-Roi, maison Hippolyte Boulenger, font construire leur magasin et nouveau siège rue de Paradis, au no 18. Le bâtiment est partiellement inscrit au titre des monuments historiques en 1981 et devient en 1978 le musée de l'Affiche puis en 1982 musée de la Publicité avant de déménager en 1990. 
Le projet du Manoir de Paris prend deux ans pour sa conception et six mois de travaux et répétitions. Adil Houti, jeune Américain vivant à Paris, est l'instigateur du projet. Né en 1983 en Belgique, ce patron ayant participé à la création de deux maisons hantées au Texas déclare avoir apporté un aspect plus culturel au Manoir de Paris. Ayant grandi à San Diego, il contribue à la première 13th Floor San Antonio, une attraction basée sur les superstitions située à San Antonio et la deuxième, House of Torment, est basée sur l’apocalypse à Austin.
Le Manoir de Paris a accueilli ses derniers visiteurs pendant la période d'Halloween 2021. Le bâtiment a été racheté et reconverti en Albert School, une école d'enseignement supérieure. 

## Les légendes
Abordées lors du circuit, les légendes parisiennes sont inspirées de faits réels, issues de la littérature ou du folklore :
Les catacombes de Paris, le crocodile des égouts de Paris, le Fantôme de l'Opéra, la prison du masque de fer, la cave aux vampires, le métro de Paris, le cimetière du Père-Lachaise, le fantôme du jardin des Tuileries, la bibliothèque de l’alchimiste, le pâtissier sanguinaire, le cabaret des assassins, gargouilles et chimères, le bossu de Notre-Dame de Paris.
À celles-ci se sont ajoutées depuis l’ouverture : les tombes profanées du sergent Bertrand, la Voisin - empoisonneuse et sorcière, le barbier sanguinaire et guillotine.
Le Royal Hotel Paradis est un parcours terrifiant situé au troisième étage depuis 2016.
Pendant la période d'Halloween, le Manoir de Paris propose un parcours spécial Halloween. Le parcours classique des légendes parisiennes n'est alors pas proposé, et des « monstres » et déguisements spécifiques accueillent les visiteurs. D'autres événements ont lieu pour les fêtes de fin d'année, les vendredis 13, la St Valentin.

## The Skeleton Key
En février 2017, le Manoir de Paris ouvre une seconde attraction indépendante du parcours hanté dans les sous-sols du Manoir. Sous le nom The Skeleton Key, le Manoir de Paris propose des salles d'Escape Game. Comme pour les légendes de Paris, les joueurs croisent des comédiens durant le jeu. La première salle est intitulée La Crypte Maudite et la seconde Wanted.